# Georg Dreyfus
Georg Ludwig Dreyfus, Georges Louis Dreyfus (ur. 25 kwietnia 1879 we Frankfurcie nad Menem, zm. 6 marca 1957 w Zurychu) – niemiecki lekarz psychiatra, neurolog i internista, profesor chorób wewnętrznych na Uniwersytecie we Frankfurcie nad Menem.

## Życiorys
Syn Isaaca Dreyfusa (1849–1909), bankiera, współwłaściciela banku J. Dreyfus & Co, i Rosalie Anny Levy (1851–1927), brat bankiera Willy’ego Dreyfusa (1885–1977) i pisarza Alberta Emila Dreyfusa (1876–1945). Studiował na Uniwersytecie w Heidelbergu, tytuł doktora medycyny otrzymał w 1905 roku. W 1916 roku habilitował się we Frankfurcie nad Menem. Był asystentem i współpracownikiem Emila Kraepelina. Został profesorem chorób wewnętrznych i, jako następca Augusta Knoblaucha, dyrektorem polikliniki dla chorych nerwowo. Po dojściu nazistów do władzy został usunięty z uczelni. W 1933 emigrował do Szwajcarii.

## Publikacje
- Die Melancholie ein Zustandsbild des manisch-depressiven Irreseins: eine klinische Studie. Verlag von Gustav Fischer, 1907
- Über nervöse Dyspepsie: psychiatrische Untersuchungen aus der Medizinischen Klinik zu Heidelberg. Fischer, 1908
- Zur Physiologie und Pathologie der Magenverdauung (1908)
- Die Behandlung des Tetanus (1914)
- Isolierte Pupillenstörung und Liquor cerebrospinalis: ein Beitrag zur Pathologie der Lues des Nervensystems. Fischer, 1921
- Vier Jahre Malariabehandlung der multiplen Sklerose (1929)